# Línea Keihin-Tōhoku
La Línea Keihin-Tōhoku (京浜東北線 Keihin-Tohoku-sen?), es una línea de ferrocarril japonesa que une las ciudades de Saitama, Kawaguchi, Tokio, Kawasaki y Yokohama. La línea forma parte de la red de JR East. El nombre de la línea se deriva de los ideogramas de Tokio (京), Yokohama (横浜) y la línea principal de Tōhoku (東北). El trazado de la Línea de Keihin-Tōhoku oficialmente discurre por parte de las líneas principales de Tōhoku y Tōkaidō. Entre las estaciones de Ueno y Akabane, la línea principal de Tohoku, y la línea Keihin-Tohoku están físicamente separadas, y por lo tanto las rutas son alternativas.
Todos los trenes de la línea Keihin-Tohoku tienen un servicio especial a través de la Línea Negishi entre las estaciones Ofuna y Yokohama. Como resultado, todo el servicio entre Ōmiya y Ofuna se suele denominar como la línea Keihin-Tōhoku-Negishi (京浜東北線·根岸線) en el sistema de mapas y guías de las estaciones de tren. Los trenes de la línea Keihin-Tōhoku y la Línea Negishi son reconocibles por su banda azul claro (el color de la línea en los mapas es también de color azul claro).

## Historia
La Línea de Keihin abrió en 1914 como una línea de pasajeros electrificada que conectaba la estación de Tokio, con la estación de Takashimacho en Yokohama (la estación fue renombrada como "Yokohama" en 1915, cuando la antigua estación de Yokohama fue renombrado como Estación Sakuragicho). El servicio de la Línea Keihin se extendió hacia el norte a través de la línea principal de Tōhoku hacia la estación de Akabane en 1928 y hacia la estación de Ōmiya en 1932: este servicio inicialmente se denominó en los mapas como línea Keihin-Tōhoku.
La Línea Keihin inicialmente tenía coches de tercera clase y de segunda clase, de forma análoga a los coches normales de hoy en día y los coches verdes de primera clase, respectivamente. El servicio de segunda clase terminó en 1938 con el fin de acomodar esos vagones para servicios militares especiales durante la Segunda Guerra Sino-japonesa, y posteriormente durante la Segunda Guerra Mundial (1941-1945). Tras el final de la contienda, los asientos militares se convirtieron en asientos para las mujeres y los niños. En 1973 se unificó el servicio debido a la masificación de viajeros, y aunque el servicio de segunda clase había sido restaurado brevemente en la década de 1950, fue definitivamente abandonado poco después.
En 1956, la línea Keihin-Tōhoku fue separada de la Línea Yamanote en la sección comprendida entre Tamachi y Tabata, lo que permitió un servicio más frecuente. El servicio a través de la Línea Negishi se inició en 1964. La frecuencia de trenes aumentó de nuevo en 1968, cuando la línea principal de Tōhoku renovó el trazado de algunas vías. A partir de 1988 se introdujo el servicio de trenes rápidos para disminuir aún más la congestión en el corredor de la línea Yamanote.

## Servicio
Los trenes pasan cada 2-3 minutos en horas punta, cada 5 minutos durante el día, y con menor frecuencia en el resto del tiempo. En la mayoría de los casos, estos trenes se clasifican como Futsu (local), con parada en todas las estaciones en el camino. Sin embargo, durante el día, los trenes se clasifican como kaisoku (rápido). Estos trenes rápidos omiten algunas estaciones en el centro de Tokio, en el que corre paralela a la línea Yamanote.

## Material rodante
Desde enero de 2010, todos los servicios de la línea Keihin-Tohoku se forman de trenes serie E233-1000 de 10 coches. Estos se introdujeron gradualmente desde diciembre de 2007, y sustituyeron a la anterior serie 209 de 10 coches el 24 de enero de 2010. Todo el material rodante de la Línea Keihin-Tohoku se mantiene en el depósito de Urawa.